# Pajareros
Pajareros (título en inglés: Birders) es un documental producido entre Estados Unidos y México, estrenado en la plataforma Netflix el 25 de septiembre de 2019 y dirigido por Otilia Portillo Padua. El reconocido actor mexicano Gael García Bernal ofició como productor ejecutivo. El documental presenta los esfuerzos de los observadores de aves en la frontera entre México y los Estados Unidos por proteger algunas de las especies más hermosas del mundo.

## Estreno y recepción
Pajareros fue estrenado en Netflix el 25 de septiembre de 2019. Daniel Hart del portal Ready, Steady, Cut le dio una calificación positiva al documental, afirmando que "Los observadores de aves probablemente se deleitarán admirando por esta pequeña ventana".